# Нощ над земята
„Нощ над земята“ (на английски: Night on Earth) е американски филм от 1992 година, комедия на режисьора Джим Джармуш по негов собствен сценарий.
Сюжетът е развит около отношенията на петима различни таксиметрови шофьори с техни клиенти по време на нощни курсове в пет големи града - Лос Анджелис, Ню Йорк, Париж, Рим и Хелзинки. Петте епизода включват самоуверена млада жена, която отказва възможна роля в Холивуд, пристигнал в Съединените щати възрастен имигрант от Източна Германия, емоционален шофьор от африкански произход и сляпата му пътничка, словоохотлив шофьор, чийто пътник умира, и шофьор, превозващ група пияни приятели. Главните роли се изпълняват от Уинона Райдър, Джанкарло Еспозито, Беатрис Дал, Роберто Бенини, Мати Пелонпяя.